# Extensor carpi radialis brevis

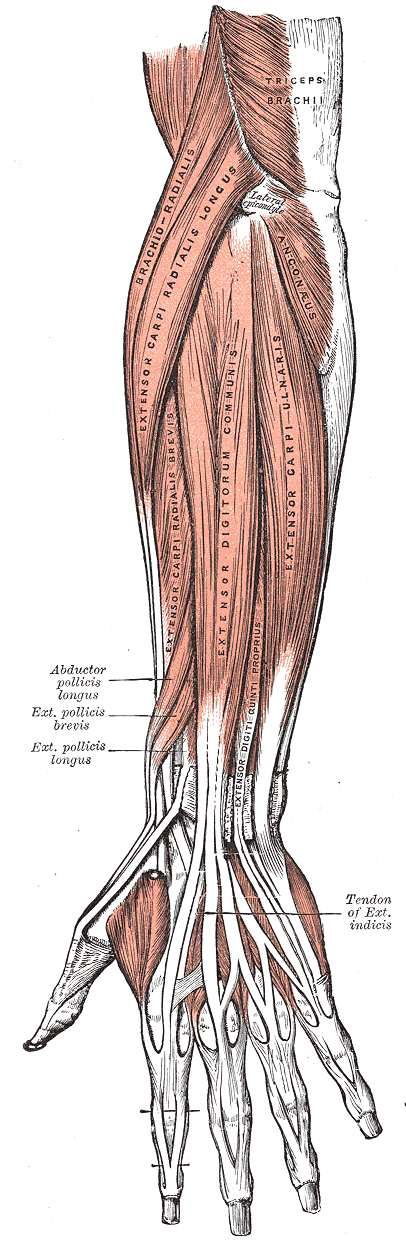
Underarmens muskulatur

Extensor carpi radialis brevis (latin: musculus extensor radialis brevis, "korta radiala handlovssträckarmuskeln"), i människans anatomi en skelettmuskel på underarmens baksida. Som namnet antyder är dess främsta uppgift att extendera handleden. Men den gör även radialdeventon i handleden vilken är när man för handen åt tumsidan.
Extensor carpi radialis brevis har sitt ursprung i överarmsbenets (humerus) laterala epikondyl (epicondylus lateralis humeri). Muskeln täcks lite av och ligger något medialt om m. extensor carpi radialis longus och är något kortare och tjockare. Ibland bildar de en gemensam muskel, då med två senor.

Tillsammans med longus följer brevis strålbenet till extensorretinaklet (retinaculum extensorum) genom dess andra senfack. 
Muskeln fäste finns vid tredje metakarpalbenets bas (basis ossis metacarpalis III).
Extensor carpi radialis brevis innerveras av n. radialis.